# Dactylobatus clarkii
Dactylobatus clarkii es una especie de pez de la familia de los Rajidae en el orden de los Rajiformes.

## Morfología
Los machos pueden llegar a alcanzar los 4.2 m de longitud total (http://www.biobiochile.cl/2013/11/26/pescador-captura-misteriosa-criatura-marina-de-360-kilos-en-miami-beach.shtml)

## Reproducción
Es ovíparo y las hembras ponen huevos envueltos en una cápsula córnea.

## Hábitat
Es un pez de mar y de aguas profundas que vive entre 475-21.000 m de profundidad.

## Distribución geográfica
Se encuentra en el Océano Atlántico occidental central: el norte del Golfo de México y la costa septentrional de Sudamérica. 

## Observaciones
Es inofensivo para los humanos. 